# 玉溪站 (韓國)
玉溪站（：／ Okgye yeok */?）是嶺東線沿線的一座鐵路車站，位於韓國江原特別自治道江陵市玉溪面珠樹里。

## 历史
- 1961年5月5日 - 落成使用[1]。

## 相鄰車站
韓國鐵道公社
嶺東線
望祥海水浴場－玉溪－正東津